# Mrs. Brown's Boys
 (septembre 2023).
Si vous disposez d'ouvrages ou d'articles de référence ou si vous connaissez des sites web de qualité traitant du thème abordé ici, merci de compléter l'article en donnant les références utiles à sa vérifiabilité et en les liant à la section « Notes et références ».
Production
Diffusion
Mrs. Brown's Boys est une  sitcom irlandaise créée et interprétée par Brendan O'Carroll (en), et diffusée en Irlande depuis le 1 er janvier 2011 sur RTÉ One et au Royaume-Uni depuis le 21 février 2011 sur BBC One. 

## Distribution
- Brendan O'Carroll (en) : Agnes Brown
- Jennifer Gibney (en) : Cathy Brown
- Eilish O'Carroll (en) : Winnie McGoogan

## Première saison
- The Mammy[3]
- Mammy's Secret
- Mammy's Merchandise
- Mammy Rides Again
- Mammy of the Groom
- Mammy's Miracle

## Deuxième saison
- Mammy Pulls It Off
- Mammy's Coming!
- iMammy (Batteries Not Included)
- Mammy's Going
- New Mammy

## Troisième saison
- Mammy Christmas
- Mammy's Spell
- Mammy's Inflation
- Mammy's Break
- Mammy's Valentine
- Mammy?
- Mammy Swings!

### Tournage
Le tournage a lieu principalement dans les studios de la BBC Pacific Quay.